# Carlos Clos Gómez

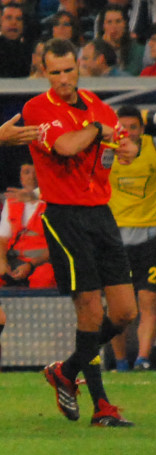
Carlos Clos Gómez (2010)

Carlos Clos Gómez (* 30. Juni 1972 in Saragossa) ist ein ehemaliger spanischer Fußballschiedsrichter.

## Werdegang
Von August 2006 bis Mai 2017 leitete Clos Gómez insgesamt 218 Ligaspiele in der spanischen Primera División.
Von 2009 bis 2017 stand Clos Gómez auf der Liste der FIFA-Schiedsrichter und leitete internationale Fußballspiele, darunter zehn Spiele in der Europa League, sieben Spiele in der Qualifikation zur Europa League sowie sechs Spiele in der Qualifikation zur Champions League, darüber hinaus zwei Spiele in der EM-Qualifikation und ein Spiel in der europäischen WM-Qualifikation. Bei der Europameisterschaft 2016 in Frankreich war Clos Gómez Torschiedsrichter im Team von Carlos Velasco Carballo.
Clos Gómez leitete mehrere Finalspiele im spanischen Vereinsfußball. Am 23. August 2012 wurde er im Hinspiel um die Supercopa de España 2012 zwischen dem FC Barcelona und Real Madrid (3:2) eingesetzt. Am 17. Mai 2013 pfiff Clos Gómez das Finale der Copa del Rey 2012/13 zwischen Real Madrid und Atlético Madrid (1:1, 2:1 n. V.). Am 27. Mai 2017 leitete er das Finale der Copa del Rey 2016/17 zwischen dem FC Barcelona und Deportivo Alavés (3:1).